# Cybaeolus delfini
Cybaeolus delfini là một loài nhện trong họ Hahniidae.
Loài này thuộc chi Cybaeolus. Cybaeolus delfini được Eugène Simon miêu tả năm 1904.